# 기이 산지
기이 산지(일본어: 紀伊山地, きいさんち 키이 산치[*])는 일본 기이반도 안, 주오 구조선 이남의 대부분을 차지하는 산지이다. 도도부현 상으로는 와카야마현, 나라현, 미에현에 속한다. 1,500 m 전후 정도의 높이를 가진 산들이 이어진다. 최고봉은 하치쿄가타케산(1,915 m)이다. 침식이 깊어 험한 지형이 발달하였다. 그 때문에 헤이안 시대 이후 산악 불교나 구마노 신앙, 수험도가 기이 산지에서 크게 번영했다. 2004년 이 지역을 포함한 기이 산지의 영지와 참배길은 세계 유산으로 지정되었다.
주봉은 하치쿄가타케산, 샤카가타케산(1,800 m), 오미네산(1,719 m) 등이다. 그 밖에 산지 동부의 주봉은 오다이가하라 산(1,695 m), 남부의 주봉은 다이토산(1,122 m)이다. 기이 산지를 출원으로 하는 가장 큰 하천은 신구강 수계 (구마노강)으로, 산지 중앙부의 대부분을 지난다. 이 밖에 주요 하천은 산지 북부의 기노카와강 수계와 미야강 수계, 중부의 아리타강 수계, 히다카강 수계, 남부의 히오키강 수계, 고자강 수계가 있다.

## 같이 보기
- 다이코산맥
- 하테나시산맥
- 시라마산맥
- 요시노산
- 고야산
- 나치산

## 참고 문헌
- 오타 요코 외, 《일본의 지형 6 긴키·주고쿠·시코쿠》 ISBN 4-13-064716-4